# Irma Kolassi
Írma Kolássi (grec Ίρμα Κολάση) (Atenes, 18 de maig, 1918 – París, 27 de març, 2012), va ser una mezzosoprano grega.
Va estar activa a França entre les dècades del 1950 i del 1960 i va ser especialment apreciada per les seves interpretacions de música de cambra francesa.

## Biografia
Nascuda a Atenes en una família musical (el seu oncle era violinista i estudiant de George Enescu), va viure a París fins als 8 anys, quan els seus pares van tornar a Atenes i es van divorciar. Per desig de la seva mare, Irma va continuar els seus estudis en una escola francesa. Va rebre les seves primeres lliçons de piano de la seva àvia i després es va matricular al Conservatori d'Atenes. Per mantenir-se, també acompanyava els alumnes de la classe de cant de Maggie Karadja. Un dia, impulsada per una recent decepció amorosa, va començar a cantar una cançó de Paolo Tosti a classe. Karadja va descobrir així la seva veu i va començar a donar-li classes de cant.
El 1938, va anar a Roma per estudiar a Santa Cecilia , on pensava que podria fer cursos de piano i cant simultàniament. En canvi, es va veure obligada a triar, i va triar el cant, per a gran disgust d'Alfredo Casella, qui, però, reconeixent el seu gran talent per al piano, va continuar donant-li classes particulars gratuïtes. Durant aquest període, sense cap beca, es va mantenir treballant per a la ràdio italiana, emetent programes dirigits a públics de parla grega. En esclatar la guerra, va tornar a Grècia. A l'Atenes ocupada pels nazis, va treballar com a cantant per a l'Òpera d'Atenes, però no suportava la vida a l'escenari (i, de fet, després d'aquelles primeres experiències, mai més va cantar una òpera escenificada) i va passar al paper de professora d'assaig. Entre els molts artistes que va seguir durant aquell període hi havia una tal Maria Kalageropoulou, més tard coneguda com a Maria Callas, que va estudiar el paper de Leonora al Fidelio de Beethoven amb la Kolassi.
Quan va acabar l'ocupació nazi, Kolassi va ser acomiadada del teatre i substituïda per la neboda d'un ministre. Va tornar a treballar a la ràdio durant quatre anys, durant els quals —com va declarar més tard— gairebé va perdre tota esperança de seguir una carrera com a cantant. El 14 de juliol de 1949, va cantar en un acte de celebració a l'ambaixada francesa. Impressionada per la seva veu, l'esposa de l'ambaixador la va convidar a traslladar-se a París, escrivint-li una carta de recomanació per a diverses figures musicals, inclòs l'alumne de Fauré, Louis Aubert. Quan li va mostrar els seus Poemes àrabs, Kolassi els va cantar a primera vista, sorprenent el compositor.
Francis Poulenc també va ser aviat entre els seus admiradors (el 1950 va escriure al compositor i director d'orquestra Pierre Capdeville:
| « | "Qui és aquesta Irma Kolassi? Estic a punt d'enamorar-me... Tindrem finalment una cantant? Si no estàs gelós, m'hauries d'enviar la seva adreça!" | » |

Kolassi va començar llavors una brillant carrera en el camp de la música de cambra (Duparc, Fauré, Hahn, Ravel...), música orquestral amb alguns dels directors més importants de l'època com von Beinum, Rosbaud, Monteux, Münch, van Otterloo, Krips, Giulini (el seu famós Poème de l'amour et de la mer de Chausson enregistrat amb l'Orquestra Filharmònica de Londres dirigida per Louis de Froment), música antiga amb Nadia Boulanger (Monteverdi, Charpentier, Rameau) i música de compositors contemporanis (inclosos Èdip Rei de Stravinski, Erwartung de Schoenberg, la primera interpretació completa (en format de concert) el 1954 de l'Òpera de Prokófiev Àngel Fogós). En particular, en el camp de la música de cambra francesa va ser considerada l'hereva de Madeleine Grey, Jane Bathori i Claire Croiza. El 1970 es va jubilar i es va dedicar a la docència, a la Schola Cantorum i al Conservatori Europeu de Música.